# Ostrownoje (Kraj Ałtajski)
Ostrownoje (ros. Островное) – wieś (sieło) w Rosji, w Kraju Ałtajskim, w rejonie mamontowskim. W 2010 liczyła 1221 mieszkańców.